# 小柳"cherry"昌法
小柳"cherry"昌法（こやなぎ・チェリー・まさのり、1959年10月23日 - ）は、静岡県浜松市出身のドラマー、作曲家。血液型A型。身長184cm。

## 来歴
1985年4月、ザ・モータースポーツ・ミュージックのドラマーとしてデビュー。
1988年、平川達也の誘いにより、LINDBERGに加入。
1989年4月、LINDBERGデビュー。以後、ドラマーとしてだけでなく、作曲家としても、『Over The Top』や『GAMBAらなくちゃね』「この街で」など、多くの名曲を産み出した。
2002年8月のLINDBERG解散後、GaGaalinG、GLANZ、ECHOES、PANTA率いる「陽炎」やCHEAP PURPLEのメンバーとしての活動や様々なセッションに参加。洗足学園音楽大学R&Pコースの非常勤講師も務めている。
2003年 - 2004年、三柴理 Electric Trioに参加（メンバーは、三柴理・白船睦洋・小柳）。2004年、アルバム『SEGA ROCK』のために、ユニットSEGAROCKSを結成（メンバーは渡辺直樹・ルーク篁・イトウシンタロウ・寺沢功一・小柳）。
2005年4月13日、GaGaalinGでデビュー。
2009年、LINDBERG一年間の期間限定で再始動。
2010年7月、GaGaalinG解散。
2011年2月、GLANZのドラマーとして、活動開始。6月、CHEAP PURPLEに加入。12月、ECHOESに加入。
2013年1月、GLANZ活動休止。
2014年1月、LINDBERGが結成25周年を迎えるのに伴い、4年ぶりの再始動を発表。
2014年よりBOWWOWのライヴメンバーに外道、SENSE OF WONDERのベーシスト、松本慎二と共に抜擢、現在に至るまでライヴ活動を行なっている。また、2024年7月5日から8日にスウェーデンで開催された『TIME TO ROCK FESTIVAL』に出演した。
2015年7月、織田哲郎が結成したバンド「ROLL-B DINOSAUR」（ロール・ビー・ダイナソー）にドラマーとして参加。7月21日、デビュー30周年記念配信シングル「DEVOTION〜WAKAN TANKA」を発表（2017年12月13日にCD発売）。10月17日、デビュー30周年イベントを予定し、GaGaalinG、CHEAP PURPLE、LINDBERG、PANTAらが参加する。
2020年7月1日、元晴晴゛の寺田岳史と新ユニットQuarter Centuryを結成し、シングル『SPEED STAR』でデビュー。

## 人物
ニックネームのcherryの由来は漫画『うる星やつら』の登場人物「錯乱坊（通称チェリー）」。
小学校時代に兄の影響で聴いていたザ・ベンチャーズのドラムに惹かれ、自己流ではじめる。
中学校時代、当時剣道部に所属していたため、竹刀をスティックの長さに折って、教科書をドラム代わりにして叩いていた。中学3年生の時、初めてドラムセットを購入。
中学・高校時代は、ディープ・パープルをよく聴いており、イアン・ペイスのドラミングからは多くのものを学んだと語っている。
高校に入学と同時にバンドを結成し、コンサートも積極的に行う。高校卒業後、一度は就職したが、音楽をあきらめきれず、再びバンド活動を再開。
20歳頃に単身上京、スタジオ・ミュージシャンのローディー、バンド活動、レコーディングやバックバンドの仕事などを経験。その後、平川達也の誘いで、LINDBERGのメンバーに加入することになる。LINDBERGのメンバーの中では唯一の血液型A型だった（他の3人はO型）。
東日本大震災後、T.M.Revolution西川貴教の呼びかけに賛同し「STAND UP！ JAPAN 2011」に参加。個人でも支援物資を募集。ファンクラブRHYTHM BOX CLUBやそれ以外でもチャリティーイベントを行う。自身のグッズCHERRY-Tシャツの収益金の10%を義援金として送る。
ドラムスクールRHYTHM BOX CLASSでマンツーマンでのレッスンを行っている（現在はドラム経験者、バンド経験者に限る）。不定期でメールマガジン「RHYTHM BOX NEWS」を発送。
ドラムはTAMAを使用。叩いている時に楽しそうな笑顔を見せることから、一部ファンから「笑顔にホッコリする」とチェリースマイルの評判が高い。

## ディスコグラフィ
- LINDBERGとしての作品はLINDBERG#ディスコグラフィ、GaGaalinGとしての作品はGaGaalinG#ディスコグラフィを参照。

### シングル
- DEVOTION～WAKAN TANKA（2017年12月13日）

### ミニアルバム
- BOYS of ISLAND（1994年7月25日）

### DVD
- 「CHERRY's RHYTHM BOX」

## 出演

### テレビ
- お願い!ランキング（テレビ朝日）
- 関ジャニの仕分け∞（テレビ朝日）

## 楽曲提供
LINDBERG以外
- 荻野目洋子「思い出のクリスマス」（作曲）
- 三柴理 Electric Trio「日出処ノ楽士」
- TOKIO「ボクの未来」（編曲）

## レコーディング参加
- 川添智久
- KENZI「ON TIME」
- 真行寺恵里
- BEREEVE「NAKED MYSELF」[14]
- 関ジャニ∞
  - 「ゆ」収録のアルバム「関ジャニズム」
  - 「願い」「TOPOP」収録アルバム「8UPPERS」
  - 「フリーダム理論」収録のアルバム「FIGHT」
  - シングル「365日家族」
  - 「七色パラメータ」収録のシングル「ツブサニコイ」
  - 「ここにしかない景色」収録のシングル「ここにしかない景色/へそ曲がり」[15]
    - 何れもオリコンが発表する週間ランキングで1位を記録[16]
- アゴアニキ[17]
- HARU
- ROY WILDERS - 『from there to here』（2009）
- ナナカラット
  - 1stアルバム『ナナイロストーリー』（2010）
  - 2ndシングル『ヒカリバナ』（2010）
- 高橋ジョージ
- 上奥まいこ - 『外は雨』（2016）
- 橋本真依 - 『HAPPINESS』（2018）

## ライブサポート
- 浅岡雄也（レコーディングにも参加）
- Asami
- 有待雅彦
- 上奥まいこ（レコーディングにも参加）
- NSP
- 織田哲郎
- 久宝留理子
- 斉藤光浩
- 坂井紀雄
- 坂本サトル
- 坂本光久
- 佐々井康雄
- 佐藤宣彦
- ダイアモンド☆ユカイ
- 高橋ジョージ（レコーディングにも参加）
- 竹本孝之
- 田村直美（レコーディングにも参加）
- 辻仁成
- 坪倉唯子
- Tsuyoshi.O（レコーディングにも参加）
- 寺沢功一
- 中村貴之
- 西村ヒロ
- 葉山たけし
- PANTA
- 本城未沙子
- 松田樹利亜
- 美底まさのり
- 水口晴幸
- 森真帆
- 諸岡ケンジ
- 山本恭司
- ユキヒロ
- 米川英之
- 矢沢永吉